# Baloghia brongniartii
Baloghia brongniartii är en törelväxtart som först beskrevs av Henri Ernest Baillon, och fick sitt nu gällande namn av Ferdinand Albin Pax. Baloghia brongniartii ingår i släktet Baloghia och familjen törelväxter. Inga underarter finns listade i Catalogue of Life.